# Europa 51
Europa '51 (bra/prt: Europa 51) é um filme neorrealista italiano de 1952 dirigido por Roberto Rosselini e estrelado por Ingrid Bergman e Alexander Knox. O filme acompanha a esposa de um burguês industrial que, após a tentativa de suicídio e a morte de seu filho ainda criança, se volta para um humanitarismo rigoroso. Em 2008, o filme foi incluído nos 100 filmes italianos a serem preservados do Ministério da Cultura da Itália, uma lista de 100 filmes que "mudaram a memória coletiva do país entre 1942 e 1978".

## Sinopse
O longa-metragem conta a história de Irene (Ingrid Bergman), uma mulher da alta sociedade que entra em crise após a morte trágica do filho. Em busca de sentido, ela começa a dedicar sua vida aos marginalizados, enfrentando a incompreensão da sociedade e de sua própria família

## Elenco
- Ingrid Bergman como Irene Girard
- Alexander Knox como George Girard
- Ettore Giannini como André Casatti
- Giulietta Masina como "Passerotto", a jovem que mora no barraco
- Teresa Pellati como Inês
- Marcella Rovena como Sra. Puglisi
- Tina Perna como Cesira
- Sandro Franchina como Michel Girard
- Maria Zanoli como Sra. Galli
- William Tubbs como Professor Alessandrini
- Eleonora Barracco
- Afonso Di Stefano
- Silvana Veronese
- Alfred Browne como padre na instituição mental

## Produção
Há muito tempo fascinado por Francisco de Assis, a quem já havia dedicado seu filme Francesco, giullare di Dio (1950), Roberto Rosselini decidiu situar uma pessoa com o caráter do santo na Itália pós-segunda guerra mundial e mostrar quais seriam as consequências. Diante das críticas negativas ao seu trabalho e os problemas de produção na Itália naquela época, ele então considerou realizar o projeto em Paris. Na primeira versão do roteiro, coescrito por Federico Fellini a protagonista Irene, divorciada do marido e abandonada pelo amante André, é libertada do hospício e continua seu trabalho humanitário de acordo com o dogma cristão. Quando as filmagens começaram em novembro de 1951 (a produção na Itália já havia sido garantida), os diálogos estavam em processo de reescrita antes de ser finalmente submetido à avaliação do órgão de censura em janeiro de 1952. Na versão final, a interpretação pessoal de Irene sobre o cristianismo é rejeitada por todas as instituições, incluindo a igreja católica, e seu filho então morre.
Em uma entrevista para uma rede de televisão francesa em 1963, Rossellini citou a filósofa e ativista Simone Weil como outra influência para o enredo da personagem principal do filme. Além disso, a historiadora de cinema Elena Dagrada e a filha do, Isabella Rossellini, interpretaram Irene como uma projeção da tentativa do diretor de lidar com a morte prematura de seu primeiro filho.
Os cenários do filme foram projetados por Virgilio Marchi que era um veterano arquiteto futurista juntamente com Ferdinando Ruffo. A atriz Ingrid Bergman foi dublada em Italiano por Lydia Simoneschi.

## Lançamento
Europa '51 estreou no Festival Internacional de Cinema de Veneza em 12 de setembro de 1952 numa versão de 118 minutos, que foi encurtada em 4 minutos antes de seu lançamento nos cinemas italianos em 8 de janeiro de 1953. Giulio Andreotti, responsável pela política governamental em relação a indústria cinematográfica entre os anos de 1947 até 1953, questionou, entre outros aspectos, a representação do longa-metragem de um esquerdista cuidando de uma criança pobre e doente, enquanto ignorava a tradição católica de caridade e a justaposição negativa do cristianismo de Irene com os representantes da lei e da igreja. Isso resultou em mudanças e exclusões do conteúdo religioso e sócio-político antes de sua estreia em setembro e novamente antes de seu lançamento nos cinemas italianos. As cenas alteradas ou cortadas incluíam uma discussão em que Irene se dirige a André como "a pomba da paz", ou citações religiosas dela com e o padre no sanatório. A versão em inglês para o mercado internacional durou 9 minutos a menos que a versão do festival, omitindo cenas como Irene assistindo a um noticiário sobre a realocação dos habitantes de uma pequena aldeia que teve que dar lugar a uma barragem, ou sua busca por um médico para a prostituta Inês.
Europa' 51 teve apenas um sucesso moderado entre os cinéfilos italianos e ainda menos no exterior. Lançado como The Greatest Love nos Estados Unidos em 1954, ganhou pouca atenção e não foi distribuído na Grã-Bretanha.
Em 2013, a Criterion Collection lançou Europe '51 como parte de um conjunto de três discos intitulado "3 Films By Roberto Rossellini Starring Ingrid Bergman" (também contendo Stromboli, terra di Dio e Voyage to Italy) incluindo com as dublagens em inglês. O filme também recebeu repetidas exibições retrospectivas em festivais, incluindo o Festival de Cinema de Locarno em 1977, o Festival de Cinema de Torino no ano de 2000 e o festival Il Cinema Ritrovato em 2015.

## Recepção
Após sua exibição no Festival de Cinema de Veneza, Europa '51 foi duramente criticado tanto por esquerdista quanto por católicos. Piero Regnoli do L'Osservatore Romano viu o filme como a melhor coisa que Rosselini fez em anos, mas criticou o retrato dos representantes das autoridades religiosas e seculares. Em sua crítica de 1954 para o The New York Times, Bosley Crowther encontrou palavras gentis para a estrela Ingrid Bergman, mas descartou o filme como "tristemente superficial e pouco convincente". Por outro lado, o crítico francês André Bazin pertencente a Cahiers du Cinéma chamou Europa '51 de uma "obra-prima amaldiçoada" que foi mal julgada por seus críticos.
Nos anos mais recentes, os críticos reconsideram as qualidades do filme em parte graças a Martin Scorsese com seu documentário sobre o cinema italiano My Voyage to Italy (1999). Analisando o edição de colecionador da Criterion Collection para a The New Yorker em 2013, Richard Brody intitulou Europa '51 "uma lição exemplar". O historiador de cinema David Thomson, em sua crítica para a The New Republic classificou o longa-metragem metragem como o mais interessante dos três filmes no lançamento da Criterion, apontando "uma calma e uma estrutura existencial não evidentes nos outros dois".
Em 2022, Europa' 51 figurou na lista dos melhores longa-metragens de todos os tempos da Britsh Film Institute ficando em 225° lugar empatado com outros 16 filmes.

## Prêmios e indicações
Europa '51 recebeu o Prêmio do Júri Internacional no Festival de Cinema de Veneza. Ingrid Bergman ganhou o prêmio Nastro d'argento de 1953 do Sindicato Nacional Italiano de Jornalistas de Cinema e a Coppa Volpi de Melhor Atriz no Festival de Cinema de Veneza por sua atuação.